# اسلام‌آباد (رامشیر)
اسلام‌آباد، روستایی از توابع بخش مشراگه شهرستان رامشیر در استان خوزستان ایران است.
این روستا در سال‌های اولیه انقلاب اسلامی، طی مهاجرت از روستای شعطیه تشکیل شده است.
زمین کشاورزی اهل روستا، گندم، جو و گاهی اوقات هندوانه است.

## جمعیت
این روستا در دهستان آزاده قرار دارد و براساس سرشماری مرکز آمار ایران در سال ۱۳۸۵، جمعیت آن ۲۲۹ نفر (۳۹ خانوار) بوده‌است.